# Selección de fútbol playa de Japón
La Selección de fútbol playa de Japón es el equipo que representa al país en competiciones oficiales, y depende de la Asociación Japonesa de Fútbol, el órgano rector del fútbol en ese país.

## Resultados

#### Copa Mundial de Fútbol Playa de FIFA
| Año   | Ronda            | J  | G  | GTE | GP | P  | GF  | GC  | Dif | Pts |
| ----- | ---------------- | -- | -- | --- | -- | -- | --- | --- | --- | --- |
| 2005  | 4.º lugar        | 5  | 2  | 0   | 0  | 3  | 10  | 24  | -14 | 6   |
| 2006  | Cuartos de final | 4  | 1  | 0   | 0  | 3  | 17  | 25  | -8  | 3   |
| 2007  | Fase de grupos   | 3  | 0  | 0   | 0  | 3  | 6   | 13  | -7  | 0   |
| 2008  | Fase de grupos   | 3  | 0  | 0   | 0  | 3  | 5   | 18  | -13 | 0   |
| 2009  | Cuartos de final | 4  | 2  | 0   | 1  | 1  | 16  | 11  | +5  | 7   |
| 2011  | Fase de grupos   | 3  | 0  | 0   | 0  | 3  | 6   | 10  | -4  | 0   |
| 2013  | Cuartos de final | 4  | 1  | 1   | 0  | 2  | 11  | 12  | -1  | 4   |
| 2015  | Cuartos de final | 4  | 2  | 0   | 0  | 2  | 12  | 13  | -1  | 6   |
| 2017  | Fase de grupos   | 3  | 1  | 0   | 0  | 2  | 15  | 17  | -2  | 3   |
| 2019  | Cuarto lugar     | 6  | 5  | 0   | 0  | 1  | 20  | 15  | -5  | 7   |
| 2021  | Finalista        | 6  | 3  | 1   | 0  | 2  | 24  | 25  | -1  | 11  |
| 2024  | Cuartos de final | 4  | 2  | 0   | 0  | 2  | 14  | 17  | -3  | 6   |
| 2025  | Cuartos de final | 4  | 2  | 0   | 0  | 2  | 25  | 17  | +8  | 6   |
| Total | 13/13            | 53 | 19 | 2   | 1  | 29 | 191 | 227 | -36 | 59  |

### Campeonato de Fútbol Playa de la AFC
| Año   | Ronda      | J  | G  | GTE | GP | P  | GF  | GC  | Dif  | Pts |
| ----- | ---------- | -- | -- | --- | -- | -- | --- | --- | ---- | --- |
| 2006  | Finalista  | 4  | 3  | 0   | 0  | 1  | 29  | 10  | +19  | 9   |
| 2007  | Finalista  | 4  | 2  | 0   | 0  | 2  | 18  | 19  | -1   | 6   |
| 2008  | Finalista  | 4  | 2  | 0   | 1  | 1  | 19  | 8   | +11  | 7   |
| 2009  | Campeón    | 4  | 3  | 0   | 0  | 1  | 16  | 10  | +6   | 9   |
| 2011  | Campeón    | 5  | 4  | 0   | 0  | 1  | 23  | 13  | +10  | 12  |
| 2013  | Finalista  | 5  | 4  | 0   | 0  | 1  | 23  | 15  | +8   | 12  |
| 2015  | Finalista  | 6  | 5  | 0   | 0  | 1  | 24  | 12  | +12  | 15  |
| 2017  | 3.er lugar | 5  | 3  | 0   | 0  | 2  | 41  | 18  | +23  | 9   |
| 2019  | Campeón    | 6  | 4  | 1   | 1  | 0  | 32  | 8   | +26  | 15  |
| Total | 9/9        | 43 | 30 | 1   | 2  | 10 | 226 | 113 | +113 | 94  |

### Juegos Asiáticos de Playa
| Año   | Ronda            | J  | G  | GTE | GP | P | GF | GC | Dif | Pts |
| ----- | ---------------- | -- | -- | --- | -- | - | -- | -- | --- | --- |
| 2008  | No participó     | –  | –  | –   | –  | – | –  | –  | –   | –   |
| 2010  | Cuartos de final | 4  | 2  | 0   | 0  | 2 | 14 | 7  | +7  | 6   |
| 2012  | Cuartos de final | 4  | 2  | 0   | 0  | 2 | 11 | 9  | +2  | 6   |
| 2014  | Finalista        | 5  | 3  | 0   | 0  | 2 | 22 | 11 | +11 | 9   |
| 2016  | Campeón          | 5  | 4  | 1   | 0  | 0 | 34 | 12 | +22 | 15  |
| Total | 4/5              | 18 | 11 | 1   | 0  | 6 | 81 | 39 | +42 | 35  |

### Torneo Continental
| Año   | Ronda      | J | G | GTE | GP | P | GF | GC | Dif | Pts |
| ----- | ---------- | - | - | --- | -- | - | -- | -- | --- | --- |
| 2016  | 3.er lugar | 3 | 2 | 0   | 0  | 1 | 21 | 13 | +8  | 6   |
| Total | 1/1        | 3 | 2 | 0   | 0  | 1 | 21 | 13 | +8  | 6   |

### Copa Intercontinental
| Año   | Ronda        | J  | G | GTE | GP | P | GF | GC | Dif | Pts |
| ----- | ------------ | -- | - | --- | -- | - | -- | -- | --- | --- |
| 2011  | No participó | –  | – | –   | –  | – | –  | –  | –   | –   |
| 2012  | 7.º lugar    | 3  | 0 | 0   | 0  | 3 | 14 | 19 | -5  | 0   |
| 2013  | No participó | –  | – | –   | –  | – | –  | –  | –   | –   |
| 2014  | 7.º lugar    | 5  | 2 | 0   | 0  | 3 | 19 | 22 | -3  | 6   |
| 2015  | No participó | –  | – | –   | –  | – | –  | –  | –   | –   |
| 2016  | No participó | –  | – | –   | –  | – | –  | –  | –   | –   |
| 2017  | No participó | –  | – | –   | –  | – | –  | –  | –   | –   |
| 2018  | No participó | –  | – | –   | –  | – | –  | –  | –   | –   |
| 2019  | 5.º lugar    | 5  | 3 | 0   | 0  | 2 | 21 | 14 | +7  | 9   |
| Total | 3/9          | 13 | 5 | 0   | 0  | 8 | 54 | 55 | -1  | 15  |

#### Campeonato Mundial de Fútbol Playa (BSWW)
| Año   | Ronda            | J  | G | GTE | GP | P  | GF | GC | Dif | Pts |
| ----- | ---------------- | -- | - | --- | -- | -- | -- | -- | --- | --- |
| 1995  | No participó     | -  | - | -   | -  | -  | -  | -  | -   | -   |
| 1996  | No participó     | -  | - | -   | -  | -  | -  | -  | -   | -   |
| 1997  | Fase de grupos   | 3  | 0 | 0   | 0  | 3  | 5  | 21 | -16 | 0   |
| 1998  | No participó     | -  | - | -   | -  | -  | -  | -  | -   |     |
| 1999  | Cuartos de Final | 3  | 1 | 0   | 0  | 2  | 15 | 21 | -6  | 3   |
| 2000  | 4.º lugar        | 5  | 2 | 0   | 1  | 2  | 16 | 22 | -6  | 7   |
| 2001  | No participó     | -  | - | -   | -  | -  | -  | -  | -   | -   |
| 2002  | No participó     | -  | - | -   | -  | -  | -  | -  | -   | -   |
| 2003  | Fase de grupos   | 3  | 0 | 0   | 0  | 3  | 4  | 14 | -10 | 0   |
| 2004  | No participó     | -  | - | -   | -  | -  | -  | -  | -   | -   |
| Total | 4/10             | 14 | 3 | 0   | 1  | 10 | 40 | 78 | -38 | 10  |